# Інститут нейробіології імені Макса Планка
48°06′18″ пн. ш. 11°27′39″ сх. д. / 48.105° пн. ш. 11.4608° сх. д.
Інститут нейробіології ім. Макса Планка – науково-дослідний інститут товариства імені Макса Планка, розташований у Мартінсриді, в передмісті Мюнхена в Німеччині. Основні дослідження інститута стосуються базових механізмів і функцій нервової системи, як дорослої, так і такої, що розвивається, а також механізми обробки та збереження інформації. Це один з 80 інститутів Товариства імені Макса Планка (Max Planck Gesellschaft).

## Історія
Інститут був створений як Німецький науково-дослідний інститут психіатрії у 1917, і приєднаний до Kaiser Wilhelm Society у 1925 як Інститут психіатрії кайзера Вільгельма. У 1984 інститут переїхав до Мартінсрида, на південний захід від Мюнхена. У 1998 теоретична та клінічна частини інституту розділилися, Інститут нейробіології ім. Макса Планка став незалежною організацією.
З 1 січня 2023 року на базі Інституту нейробіології та Інституту орнітології шляхом їх злиття був створений Інститут біологічного інтелекту імені Макса Планка (MPI-BI).